# حفل توزيع جوائز الأوسكار الرابع والسبعون
أقيم حفل توزيع جوائز الأوسكار الرابع والسبعون  في 24 مارس 2002، على مسرح كوداك في كاليفورنيا، الولايات المتحدة الأمريكية. قدم الحفل ووبي غولدبرغ.

## الجوائز
- دنزل واشنطن - أفضل ممثل
- هالي بيري - أفضل ممثلة
- عقل جميل (فيلم) - أفضل فيلم
- جينيفر كونلي - أفضل ممثلة مساعدة

## روابط خارجية
- حفل توزيع جوائز الأوسكار الرابع والسبعون على موقع IMDb (الإنجليزية)
- حفل توزيع جوائز الأوسكار الرابع والسبعون على موقع ميوزك برينز (الإنجليزية)